# گلایول موریلا
گلایول موریلا(نام علمی: Gladiolus callianthus) نام یک گونه از سرده گلایول است.